# Дынгек
Дынгек (каз. Діңгек) — упразднённое село в Куршимском районе Восточно-Казахстанской области Казахстана. Упразднено в 2019 г. Входило в состав Куршимского сельского округа. Код КАТО — 635230300.

## Население
В 1999 году население села составляло 214 человек (99 мужчин и 115 женщин). По данным переписи 2009 года в селе проживало 512 человек (241 мужчина и 271 женщина).